# Hypapophyse
L'hypapophyse est une projection présente sur la surface ventrale des vertèbres. Ce trait de caractère est propre aux sauropsides.